# 赫克反应
赫克反应（Heck反应）也称沟吕木－赫克反应（Mizoroki－Heck反应），是不饱和卤代烃（或三氟甲磺酸酯）与烯烃在强碱和钯催化下生成取代烯烃的偶联反应。 它得名于美国化学家理查德·赫克和日本人沟吕木勉，赫克憑藉此貢獻得到了2010年諾貝爾化學獎。
原料卤代烃 或三氟甲磺酸酯中的R基可以是芳基、苄基或乙烯基。烯烃的双键碳必须连有氢，且烯烃通常为缺电子烯烃，如丙烯酸酯或丙烯腈。钯催化剂可以是四(三苯基膦)钯、氯化钯(II)或乙酸钯(II)。碱可以是三乙胺、碳酸钾或乙酸钠。
反应综述：

## 历史
在 Fujiwara （1967，藤原祐三） 和 Heck（1969年） 此前对芳烃与烯烃以及芳基卤化汞（ArHgCl）与烯烃在定量钯(II)催化反应的研究的基础上，1971年，日本化学家溝呂木报道了乙酸钾作碱和氯化钯催化下，碘苯与苯乙烯在甲醇中、120°C和加压的条件下偶联为二苯乙烯的反应。
1972年，Heck独立报道了碘代苯与苯乙烯的偶联反应，Heck小组采取无溶剂条件，并改用乙酸钯催化和有位阻的三正丁胺作碱。 
（上述两个反应中的活性催化物种钯(0)都是由钯与烯烃配位而产生。） 
1974年，Heck 向反应引入膦配体。

## 反应机理
Heck 反应的催化循环是围绕催化的钯中心而展开，如下图所示。循环中所需的活性钯(0)一般是由钯(II)前体在反应中原位产生， 例如，乙酸钯可被三苯基膦还原为双(三苯基膦)合钯(0) (1)，进入催化循环，同时三苯基膦则被氧化为三苯基氧膦。
循环中，首先是电子不饱和的含钯物种 (1)与卤代烃氧化加成，钯插入到卤-碳键中。然后，钯原子与烯烃作用产生π配合物 (3)，配位的烯烃再顺式插入到钯-碳键中，得 (4)。 (4) 经旋转（未画出）异构化为扭张力较小的反式异构体后，发生β-氢消除反应，获得另一个钯与烯烃配位的中间体 (5)。(5) 经解配，即得反应产物烯烃，同时还产生钯(II)物种 (6)，而 (6) 在碳酸钾作用下发生还原消除，又转化为 (1)，从而获得再生。可见，反应中用到的碳酸钾是计量的，但钯却是催化性的。
此类催化机理不仅限于乙烯基化合物，其他钯催化偶联反应中也可以见到大同小异的循环，例如Sonogashira偶联反应（一个底物为炔）、Suzuki偶联反应（烯烃被芳基硼酸替代）和Stille反应（烯烃被芳基锡烷替代）等。循环也可应用于其他10族元素，如Negishi偶联反应便是有机锌与芳卤在钯或镍催化下的偶联，也是采取类似的机理。不过，铂却不遵循这一催化循环，因铂-碳键能较高。

## 立体选择性
Heck 反应具立体选择性，多产生反式产物，主要原因是体积较大的有机基团与卤钯基，在旋转一步时尽量互相远离。
此反应工业上用于药物萘普生（下图，通过溴萘甲醚与乙烯反应）和防晒霜组分对甲氧基肉桂酸异辛酯的制取。

## 变体

### 离子液体
离子液体存在下，Heck 反应可在无膦配体的条件下进行。例如，将乙酸钯和离子液体 (bmim)PF6 负载在反相硅胶的内腔， 可使反应在水中进行，催化剂亦可循环使用。

### Heck氧连芳基化
顺式加成产生的中间体中，钯上的取代基被羟基取代，最后产生具四氢呋喃环系的产物。

### 氨基-Heck反应
如：以三乙胺为碱，四(三苯基膦)钯催化，连有强吸电子基的肟可与末端双烯发生分子内偶联，形成具新 C-N 键的吡啶衍生物。

## 延伸阅读
- Beletskaya, I. P.; Cheprakov, A. V. . Chem. Rev. 2000, 100: 3009–3066. doi:10.1021/cr9903048.
- Littke, A. F.; Fu, G. C. (2005). "Heck reactions of aryl chlorides catalyzed by palladium/tri-tert-butylphosphine: (E)-2-Methyl-3-phenylacrylic acid butyl ester and (E)-4-(2-phenylethenyl)benzonitrile". Org. Synth. 81: 63.